# 聖喬伊 (印第安納州)
聖喬伊（英語：Saint Joe）是一個位於美國印地安納州迪卡爾布縣的城鎮。

## 地理
聖喬伊的座標為41°18′53″N 84°54′03″W / 41.31472°N 84.90083°W，而該地的平均海拔高度為250米（即820英尺）。

## 人口
根據2010年美國人口普查的數據，聖喬伊的面積為0.87平方千米，當中陸地面積為0.87平方千米，而水域面積為0.00平方千米。當地共有人口460人，而人口密度為每平方千米529人。